# Anisozyga curvigutta
Anisozyga curvigutta är en fjärilsart som beskrevs av W. Warren 1897. Anisozyga curvigutta ingår i släktet Anisozyga och familjen mätare. Inga underarter finns listade i Catalogue of Life.